# 梅ヶ枝餅

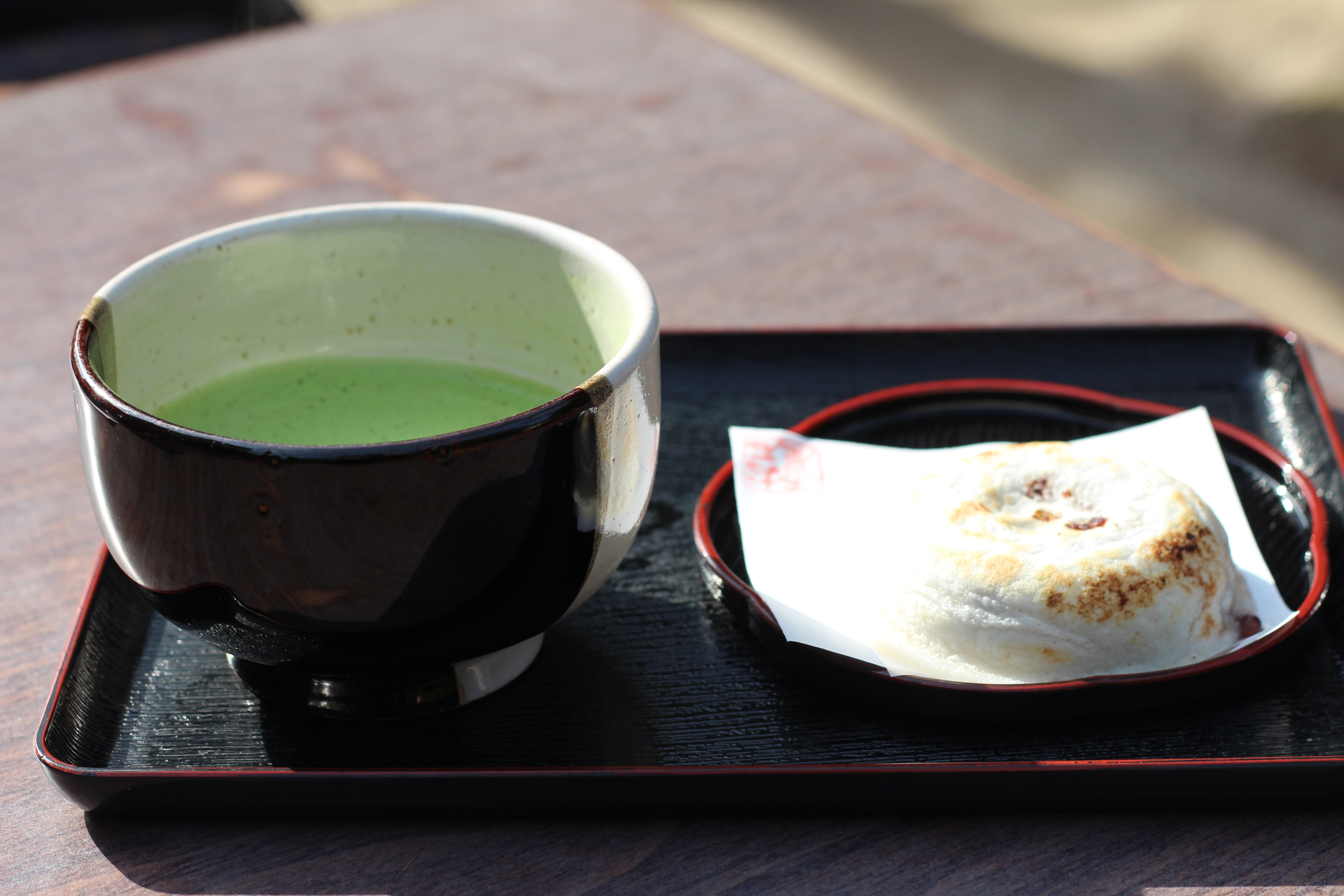
梅ヶ枝餅と抹茶

梅ヶ枝餅（うめがえもち）は、主に福岡県太宰府市で販売されている餅菓子の一種である。

## 概要
小豆餡を薄い餅の生地でくるみ、梅の刻印が入った鉄板で焼く焼餅である。出来上がると中心に軽く梅の刻印が入るようになっている。その名称は太宰府天満宮の祭神である菅原道真の逸話に由来しており、梅の味や香りがする訳ではない。製造方法による分類としては餡子入りの焼餅で「焼き菓子」である。「蒸し物」である饅頭とは異なる。
太宰府天満宮近隣では菅原道真の誕生日である845年6月25日と命日である903年3月25日にちなみ、毎月25日を「天神さまの日」とし、月に一度ヨモギ入りで緑がかった色の梅ヶ枝餅が販売される。また、2015年11月17日からは古代米入りで紫がかった色の梅ヶ枝餅が販売されている。当初は九州国立博物館開館10周年を記念して試験的に販売を行い、その後好評により定例販売が行われるようになった。
西鉄太宰府線太宰府駅から太宰府天満宮の門前の茶店や土産物店、梅ヶ枝餅専門店などで販売されているほか、県内で行われる縁日や観光名所、駅や空港などでの出店などでも販売されている。
太宰府に店舗を構えている店全てが「梅ヶ枝餅協同組合」に加入し、登録商標取得、価格統一をおこなっている。
同一の製造方法で、太宰府天満宮門前以外の福岡県内の著名な神社である筥崎宮や宮地嶽神社や宗像大社などの門前で売られている「松ヶ枝餅（まつがえもち）」や、十日恵比須神社で正月大祭に販売される「恵比寿餅（えびすもち）」がある。これらは同一の製法であるが、ヨモギ餅が常に一緒に販売されるなどの違いがある。梅ヶ枝餅との関係はない。

## 調理法

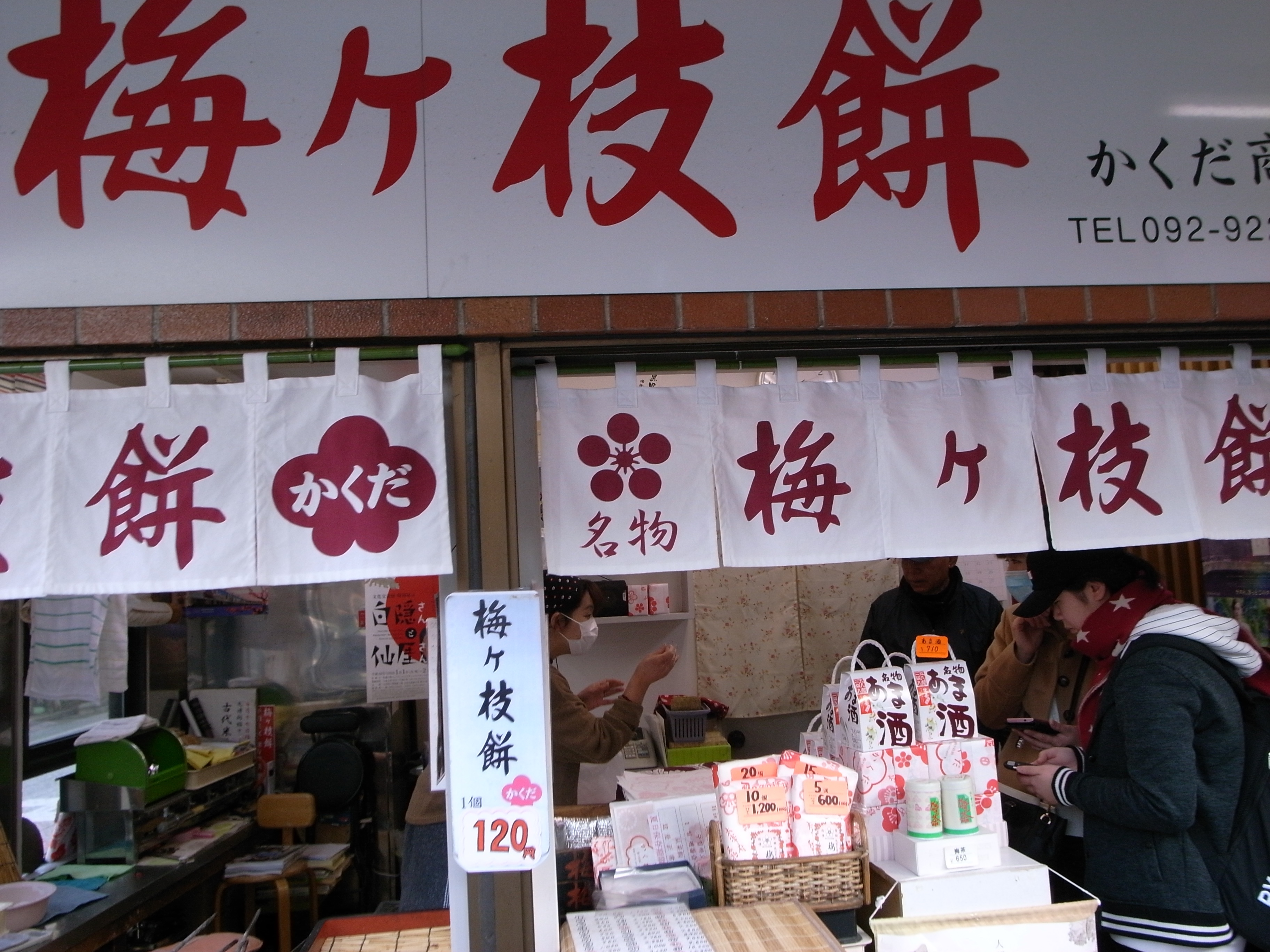
販売されている梅ヶ枝餅

「手焼き」といわれる、4個分の焼型がついた鉄板で4個ずつ焼く方法が主流。
近年は自動で焼く機械も登場しており、太宰府天満宮参道の土産屋などで見かけることができる。
「だご」といわれる焼く前のタネを自動で作る機械も存在する。

## 歴史

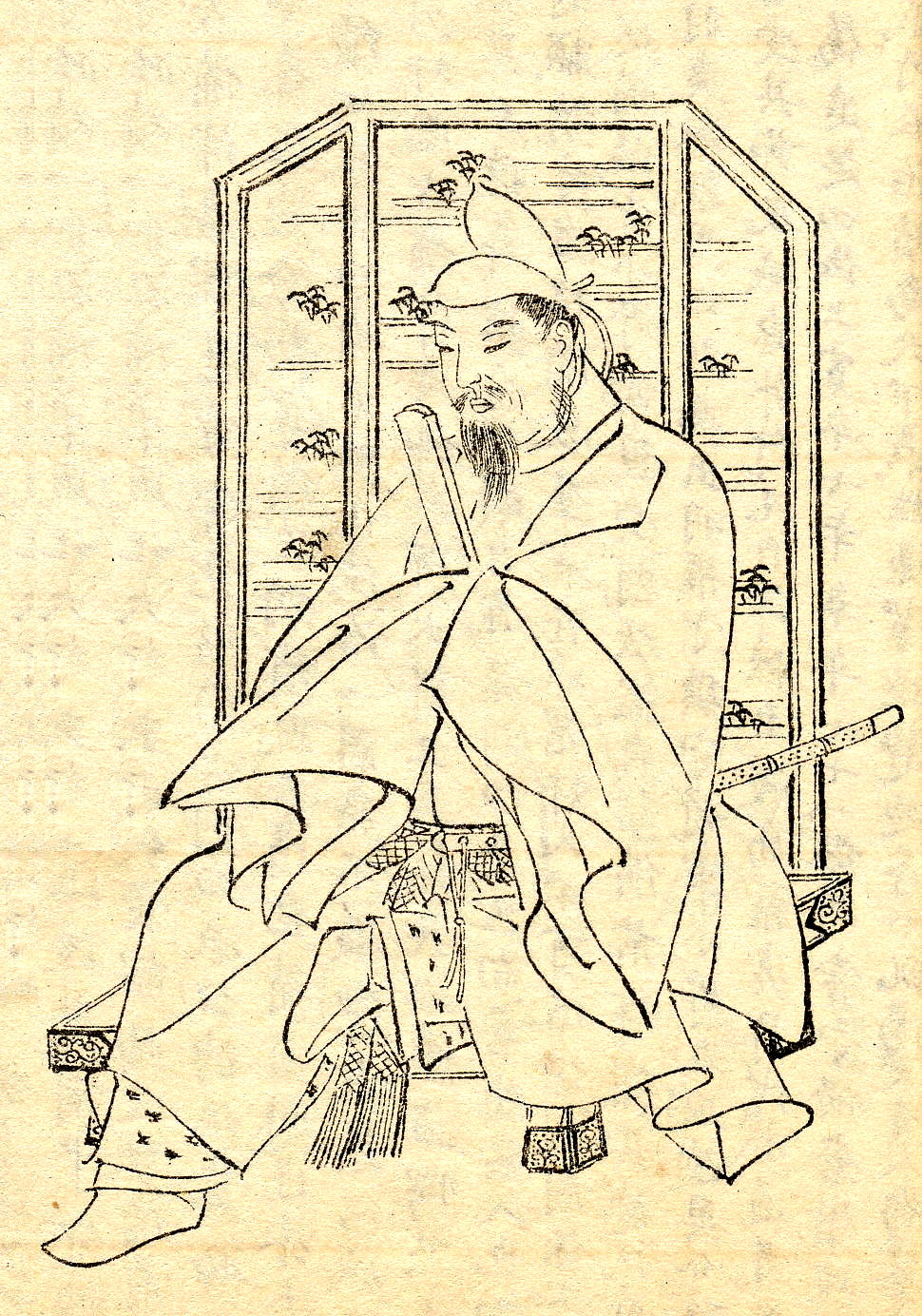
菅原道真

菅原道真が大宰府へ権帥として左遷され悄然としていた時に、安楽寺の門前で老婆が餅を売っていた。その老婆が元気を出して欲しいと道真に餅を供し、その餅が道真の好物になった。後に道真の死後、老婆が餅に梅の枝を添えて墓前に供えたのが始まりとされている。
別の説では、菅原道真が左遷直後軟禁状態で、食事もままならなかったおり、老婆が道真が軟禁されていた部屋の格子ごしに餅を差し入れする際、手では届かないため梅の枝の先に刺して差し入れたというのが由来とされており、絵巻にものこっている。
本家に相当する店は現在のところ不明である。一時期、どの店も「元祖」と表示していた時期があったが、まぎらわしいため「名物」と表示されるようになった。

## 食べ方

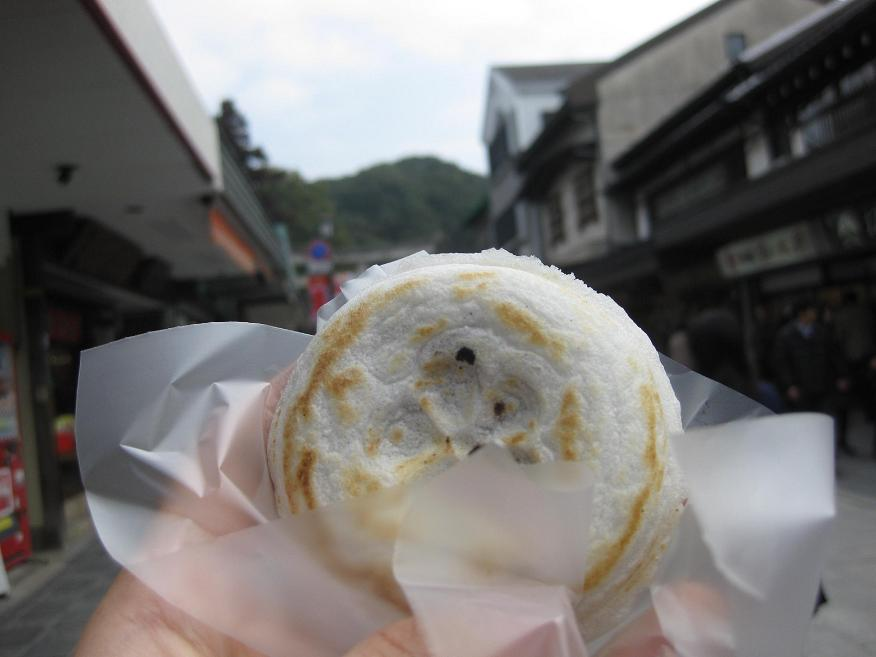
太宰府天満宮門前にて

焼きたてをそのまま食べる場合は、紙やビニールを添えた状態で提供されるので、手に持ったままパリっとした香ばしい食感を楽しむことができる。食堂や喫茶店を併設している店舗では、店のメニューに抹茶や梅茶とセットにしたものが提供されている。
その場で食べずに持ち帰る場合は、水分が飛ぶのを防ぐため薄いビニールシートで包んだ後、包装する。このため、持ち帰って食べる場合は、どうしてもやわらかい食感になってしまう。
家庭で焼きたての食感に近づけたい場合は、ビニールシートをつけたまま電子レンジで20秒程度加熱し、その後ビニールシートを外してオーブントースターで1~2分焼くとパリっとした食感を味わえる。やわらかい食感がお好みの場合はビニールシートをつけたまま電子レンジで1分程度加熱するとよい。
なお梅ヶ枝餅二つでさらに餡をはさんで食べる裏メニューがある（2011年（平成23年）12月22日のNHK「ひるブラ」で紹介された）。

## エピソード
- 「3年B組金八先生」では、武田鉄矢演じる金八先生が福岡に帰省した際の生徒への土産としても登場している（第2シリーズ第3話『まんじゅう騒動』）。ただし、金八が振る舞った当初こそ「餅」と呼ばれていたが、その後のほとんどの場面では「饅頭」と呼ばれている。
- 「とんねるずのみなさんのおかげでした」の「食わず嫌い王決定戦」に徳永英明が出演した際にお土産として紹介された。

## その他、梅ヶ枝餅が登場する作品
- 住野よる『君の膵臓をたべたい』（双葉社・2015年）
- さだまさし『飛梅』 - アルバム「風見鶏」に収録